# ハインリヒ14世 (弟系ロイス侯)
ハインリヒ14世・ロイス・ユンゲレリーニエ（Heinrich XIV. Reuß jüngere Linie, 1832年5月28日 - 1913年3月29日）は、弟系ロイス侯（在位：1867年 - 1913年）。

## 生涯
弟系ロイス侯ハインリヒ67世とその妻でロイス＝ローベンシュタイン＝エーベルスドルフ侯ハインリヒ72世の妹であるアーデルハイトの間の四男として生まれた。1867年に父が死ぬと後を継いだ。
1902年に同族の兄系ロイス侯国の統治者が、心身に障害のあるハインリヒ24世になると、ハインリヒ14世が兄系ロイス侯国の摂政に就任した。ハインリヒ14世の死後も、その息子で後継者となったハインリヒ27世が1918年のドイツ革命まで兄系ロイス侯国摂政を務めた。

## 子女
1858年2月6日にシュレージエンのバート・カールスルーエ（現在のポーランド領ポクイ）において、ヴュルテンベルク公オイゲンの娘アグネスと結婚した。間に一男一女の2人の子供をもうけたが、1886年に死別した。
- ハインリヒ27世（1858年 - 1928年） - 弟系ロイス侯
- エリーザベト（1859年 - 1951年） - 1887年、ゾルムス＝ブラウンフェルス侯子ヘルマンと結婚

1890年2月14日にライプツィヒにおいて、長年の愛人だったフリーデリケ・グレーツと貴賤結婚した。フリーデリケは結婚に際してザールブルク男爵夫人の称号を与えられた。2人の間には結婚前に息子が1人生まれており、やはりザールブルク男爵とされた。
- ハインリヒ（1875年 - 1954年）

| 先代 ハインリヒ67世 | 弟系ロイス侯 1867年 - 1913年 | 次代 ハインリヒ27世 |